# Slavko Tihec
Slavko Tihec, slovenski kipar, * 10. julij 1928, Maribor, † 11. februar 1993, Ljubljana.
Slavko Tihec se je rodil v družino železničarskega uradnika. Očeta je izgubil pri šestih letih, tako da je mati sama skrbela za otroke. Osnovno šolo je Slavko obiskoval v Mariboru, po izbruhu druge svetovne vojne pa so Nemci aretirali celo Tihčevo družino.
Po koncu vojne je Slavko nadaljeval šolanje na srednji šoli in se tam začel zanimati za kiparstvo. Leta 1948 je v sklopu obveznega vojaškega roka obiskoval šolo za rezervne častnike v Kranju in Črnomlju.
Po opravljenem vojaškem roku se je vpisal na Akademijo za likovno umetnost v Ljubljani, kjer je  študiral kiparstvo pri profesorjih Karlu Putrihu, Zdenku in Borisu Kalinu, pri katerem je leta 1955 tudi diplomiral.
Po diplomi se je vrnil v Maribor, kjer je začel ustvarjati kot svobodni umetnik. 

## Nagrade
- nagrada Prešernovega sklada (1967) – za plastiko, razstavljeno na bienalu v Benetkah
- Prešernova nagrada (1983) – za kvalitetne inovacije v kiparstvu in posebej za ustvarjalno nove rešitve spomenikov NOB